# فریچ (تگزاس)
فریچ، تگزاس (به انگلیسی: Fritch, Texas) شهری در ایالت تگزاس از ایالات جنوبی ایالات متحده آمریکا است. در سرشماری سال ۲۰۰۰، جمعیت این شهر ۲۲۳۵ نفر اعلام شده‌است.

## نگارخانه

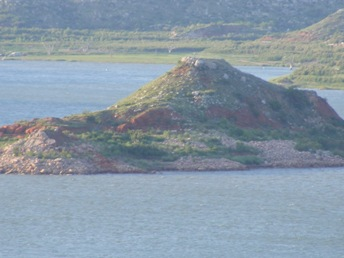
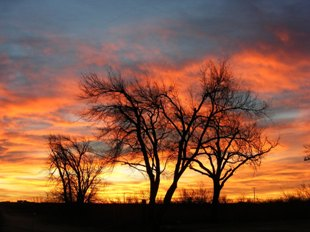
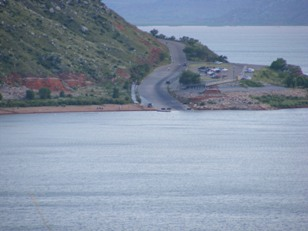
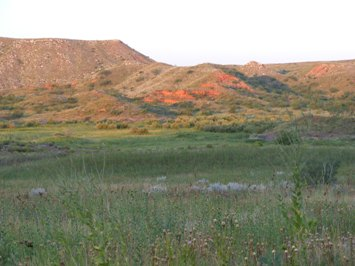